# Blauwpootzwemkrab
De blauwpootzwemkrab (Liocarcinus depurator) is een krab uit de familie Polybiidae, ook wel zwemkrabben genoemd, die leeft van Europa tot Noord-Afrika. Er is ook een krab met de naam blauwe zwemkrab (Callinectes sapidus), deze ziet er echter totaal anders uit en komt uit Amerika.

## Anatomie
Deze soort heeft een opvallend bruinrood schild, maar het sterk afgeplatte achterste deel van de zwempoten is juist blauw tot violet gekleurd waaraan de soort makkelijk te herkennen is. De scharen zijn even groot en hebben opvallende groeven, het rugschild, carapax genoemd is vrij glad en de voorste rand van het schild is sterk getand, tussen de ogen zijn altijd drie tanden aanwezig. De breedte van het schild is ongeveer vijf centimeter bij vrouwtjes, en bijna zeven centimeter bij mannetjes. Vrouwtjes met eitjes zijn makkelijk te herkennen aan de grote eimassa onder de buikplaat, die zwart gekleurd is.

## Voorkomen en ecologie
De blauwpootzwemkrab wordt aangetroffen langs de kust tot een diepte van 150 meter. De krab leeft op modderige tot zanderige bodems en komt voor van Noorwegen tot noordelijk Afrika, ook in de Middellandse Zee. In Nederland en België is de krab vrij algemeen voor de kust (subtidaal), maar ze spoelt niet zo vaak aan en wordt ook in de Oosterschelde en bij Grevelingen aangetroffen.